# ایل بالاوند
باله‌وَنْد، بالَوَنْد یا بالاوند نام یکی از ایلات لک استان‌های کرمانشاهو ایلام است. واژه باله‌وند از دو بخش «باله» و پسوند نسبت «وند» ترکیب یافته است. باله نام نیای بزرگ خاندان اسفندیاری بالاوند و بنیان‌گذار طایفه باله وند بوده.در بسیاری از منابع ایل بالاوند در زمره عشایر کرد به‌شمار آمده است.‌و برخی منابع آنهارا جز طوایف لر دسته‌بندی کرده‌اند. اکثر مردم بالاوند به زبان لکی سخن می‌گویند و پیرو دین اسلام و مذهب شیعه اثنی‌عشری هستند آن‌ها ساکن ناحیهٔ هُلیلان و زردلان در استان ایلام و بخش سرفیروز آباد، ماهیدشت، قصر شیرین و درودفرامان استان کرمانشاه هستند. باله‌وندها اصلاً شاخه‌ای از «بزرگ ایل» دِلفانِ لرستان‌اند که گویا به دلیل اختلافاتی که در منطقة دلفان بروز کرد، محل سکونت خویش را ترک و به هلیلان کوچ کردند.همچنین تیره‌هایی از این ایل ساکن شهرستان بدره استان ایلام و روستای شیرزلی در شهرستان اسدآباد هستند که در این دو منطقه با فامیلی بالاوند مشخص هستند. تیره پیامنی ساکن در ایل باجلان و نورآباد لرستان نیز منشعب از این ایل است. این ایل بزرگ شامل طایفه‌های گوناگون است و هر طایفه از تیره‌های مختلف تشکیل شده‌اند که به چند شاخه تقسیم می‌شوند. طوایف اصلی این ایل عبارتند از: اولادها (نوادگان باله خان دوم)، میرها، کاوشوند (کاوشه‌ن)، داجیوند (دواجه‌ن)، دولتمندان(سنجابی)، بهمنیاروند، پیامنی، لروند، خلفوند. همچنین طوایف اختیاروند (بالاوند گشان)، نیروند (نسب مادری)، بالاوند اسدآباد، طایفه بالاوند (بدره)، طایفه رضا نیز از ایل بالاوند محسوب می‌شوند. طایفه زنگیوند بالاوند که سابقاً از طوایف بالاوند بوده بسمت دلفان کوچ کرده‌اند برخی از تیره‌های ایل بالاوند ساکن در یاسوج هستند. تیره‌های هم ساکن قازانیه و بغداد و کلار عراق هستند طوایف هموند ایل بالاوند شامل: تیره‌های پیراحمدوند، کلهر (هلیلان)، دراویش، آهنگران می‌شود
همچنین خاندان اسفندیاری بالاوند از خاندان‌های این ایل می‌باشند.

## تبارشناسی
این ایل ایرانی‌تبار از تیره‌های قدیمی و بومی منطقه و از اعقاب طوایف ساسانیان هستند و به احتمال قوی دارای آیین زرتشتی (مغ) بوده‌اند.
ایل بالاوند اصلاً شاخه‌ای بزرگ از ایلات وند کرمانشاه است. بخشی از این ایل در زمان شاه عباس صفوی برای حمایت از حسین خان والی از ماهیدشت و سرفیروزآباد کرمانشاه به خاوه دلفان کوچ کرد. به‌طور کلی املاک گرمسیری بالاوندها تا قبل افشاریه شامل نواحی شرقی و جنوبی کرمانشاه مانند سرفیروزآباد و نواحی سردسیر در دلفان مناطق خالوند قاضی خانی و میان چقا در میان ایتوندها بوده است. املاک هلیلان و زردلان توسط کریم خان زند به باله خان دوم داده شد. نام ایل بالاوند از بالاخان اول فرزند کاظم خان فرزند زین الدین خان (دوم) گرفته شده است.یکی از اولین رهبران این ایل قائد زین‌الدین (زین الدین خان اول) نام داشت که ایل به نام او «قائد زین‌الدینوند» نامیده می‌شد. وی از سال ۷۱۴ ه‍.ق حاکم اربیل بود. پس از مرگ او ایل به منطقه سرفیروزآباد کرمانشاه و بعداً بخشی از آن به صورت ییلاق و قشلاق بین سرفیروزآباد و دلفان کوچ کرد.

## مشاهیر
- لطفعلی خان بالاوند
- محمود خان اسفندیاری بالاوند[۳۹][۴۰]
- علی نقی خان اسفندیاری
- علی‌اصغر اسفندیاری
- امامقلی خان اسفندیاری
- خان احمدخان اسفندیاری[۴۱]
- سردار یارمحمدخان کرمانشاهی[۴۲][۴۳]
- سردار معصوم بگ کریمی بالاوند[۴۴][۴۵][۴۶]
- خانه داجیوند[۴۷]